# 5-氨基-1-戊醇
5-氨基-1-戊醇是一种ω-氨基醇，是糠醛的衍生物之一，也是聚酰胺的单体2-哌啶酮的原料。

## 制备
糠醛的完全氢化生成四氢糠醇，它失水扩环，得到二氢吡喃后再与氨进行还原胺化反应，得到5-氨基-1-戊醇。
以镍-水滑石催化，其产率可高达85%。
二氢吡喃和盐酸得到的2-羟基四氢吡喃的半缩醛在还原胺化后消除水分子，也能得到该化合物：